# 下诺夫哥罗德-苏兹达尔大公列表
这是一份下诺夫哥罗德王公的列表。

## 简介
下诺夫哥罗德是弗拉基米尔大公尤里·弗谢沃洛多维奇建立的一座城市。在苏兹达尔大公康斯坦丁·瓦西里耶维奇之子安德烈·康斯坦丁诺维奇王公统治时期（1359年），下诺夫哥罗德变成了一个拥有相当大领土的独立公国。下诺夫哥罗德公国于1393年被莫斯科大公瓦西里一世吞并。

## 历代王公
- 安德烈·康斯坦丁诺维奇 1359年－1365年
- 德米特里·康斯坦丁诺维奇 1365年－1383年
- 鲍里斯·康斯坦丁诺维奇 1383年－1387年
- 瓦西里·德米特里耶维奇·基尔佳帕 1387年－1391年 
  - 谢苗·德米特里耶维奇 1387年－1391年 瓦西里·德米特里耶维奇之弟，与其兄共同统治下诺夫哥罗德
- 鲍里斯·康斯坦丁诺维奇 1391年－1393年
- 瓦西里·德米特里耶维奇·基尔佳帕 1393年
  - 被莫斯科大公国合并